# Boreš I. Hrabišic
Boreš I. Hrabišic († před 1207)  byl český šlechtic z rodu Hrabišiců.

## Život
Není známé, kdo byl Borešovým otcem. V úvahu připadají Všebor III. de Vinarec, Kojata III. Hrabišic nebo Hrabiše II. Hrabišic, který ale dost dobře mohl být totožný také s Borešovým starším bratrem Hrabišem III. Hrabišicem. Dalším Slavkovým bratrem byl Slavek I. Hrabišic.
Prameny Boreše po boku jeho bratra Slavka a Hrabiše, který tehdy působil ve funkci nejvyššího komorníka, poprvé připomínají v roce 1188 v družině českého knížete Bedřicha. Knížecí dvůr však po Bedřichově smrti a nástupu Konráda II. Oty na trůn musel opustit. Spolu s bratry se na něj vrátil až když Přemysl Otakar I. sesadil Konrádova nástupce Václava II. a stal se českým knížetem. Tehdy Hrabiše opět nastoupil do funkce nejvyššího komorníka. Boreš s bratry se na něm zůstal i poté, co se vlády zmocnil pražský biskup Jindřich Břetislav a Přemysla Otakara donutil odejít do vyhnanství. I přesto si Hrabišici své přátelské vztahy s Přemyslem Otakarem udrželi. Podle Dalimilovy kroniky Přemysla, když mu v Řezně došli peníze, obdaroval „správce Bořek“. Patrně se jednalo o Boreše I. Hrabišice.
Boreš celý svůj život zůstával ve stínu nejdříve svého bratra Hrabiše III. a po jeho smrti v roce 1197 ve stínu svého dalšího bratra Slavka I., který v roce 1206 založil osecký klášter. Boreš osecký klášter sice obdaroval několika statky – desátkem trhu z Duchcova a obilným a vinným desátkem ze vsi Svinčice, ale při vlastním založení tohoto kláštera byl již zřejmě po smrti. Zanechal po sobě legitimního syna Slavka II. Hrabišice a pravděpodobného levobočka Odolena Hrabišice.